# 2017年西敏襲擊事件
2017年3月22日下午約2點40分，英國國會大樓外發生“恐怖襲擊”。一男子首先在附近的西敏橋上用汽车冲撞行人，造成大量伤亡，再持刀攻击国会大樓警卫。疑犯被当场击毙。事件造成6人死亡，約50人傷。

## 案發經過
在下午2時40分左右，一輛汽車在西敏橋上冲撞多達十位行人。其後，一名穿著黑色衣服的男子在Old Palace Yard用刀攻擊警察。在警方警告無效後，兩名便衣警員向他開了3至4槍。空中救護員隨後到達，嘗試為兇手進行急救。案發後，大部分下議院議員留在會議廳避難作預防措施，其他國會工作人員也被告知要留在辦公室。這事件已被倫敦警察廳視為恐怖襲擊，其後所有議員及工作人員到達西敏寺暫避。截至下午4時23分，事件已造成一名女性受害者死亡。

## 死傷
事件最終共造成包括嫌犯在内的6人死亡，至少50人受伤。其中，2位分屬英國與美國籍的平民遭到車輛撞擊，一人當場死亡，另一人因重傷於醫院搶救無效死亡。而48岁的议会及外交保卫队当值指挥官基斯·帕尔玛（Keith Palmer）則因遭到歹徒持刀刺殺失血过多而去世。另外，12人伤势嚴重，其中有人伤势据称“十分危急”，另有八人伤势较轻，在襲擊现场得到救治。
受伤民众被分別送往横跨西敏桥的兰贝斯圣托马斯医院、国王大学医院创伤急救中心、圣玛丽医院、皇家伦敦医院和車路士和西敏医院。
在泰晤士河中获救的罗马尼亚籍女遊客，因傷勢過重，4月6日撤除生命保障系统後于医院离世，年僅31歲。她的罗马尼亚男友原计划在伦敦旅行时向她求婚，却在袭击中受伤。一群来自法国布列塔尼孔卡尔诺的15-16岁学生亦在伤者之列。其他伤者包括刚参加表彰仪式返回的三名警察、两名罗马尼亚公民和四名边山大学学生。
| 国籍           | 死亡 | 受伤 |
| -------------- | ---- | ---- |
| 英国           | 4    | 12   |
| 美国           | 1    | 1    |
| 羅馬尼亞       | 1    | 1    |
| [ 16 ]         | 0    | 1    |
| 中华人民共和国 | 0    | 1    |
| 法國           | 0    | 3    |
| 希腊           | 0    | 2    |
| 義大利         | 0    | 2    |
| 爱尔兰         | 0    | 1    |
| 波蘭           | 0    | 1    |
| 葡萄牙         | 0    | 1    |
| 大韓民國       | 0    | 6    |
| 不明           | 0    | 17   |
| 总计           | 6    | 49   |
| 1.             |      |      |

## 袭击者
伦敦警察厅确认行凶者为52岁英国人哈立德·马苏德（Khalid Masood），原名阿德里安·艾尔姆斯·阿焦（Adrian Elms Ajao）。2009年，他在狱中皈依伊斯兰教，更名为哈立德·马苏德，然而警方称他还有多个化名，比如哈立德·楚德瑞（Khalid Choudry）。马苏德生于肯特郡，侦查人员相信他近期住在西米德兰兹郡。据报道，马苏德曾于2005年到2009年间在沙特阿拉伯担任英语教师或导师，后来回到英国，供职于卢顿的英语外教学院。
此前，他曾被军情五处调查，但苏格兰场称马苏德并非当前调查的对象，之前也没有情报显示他策动恐怖袭击。不过，他此前多次因袭击被定罪，包括严重身体伤害、持有侵犯性武器且早在1983年破坏公共秩序，唯独未被判任何恐怖主义罪行。部分媒体披露马苏德接受治疗的照片 。
有报道指，袭击前马苏德曾在萨塞克斯郡布莱顿的普雷斯顿公园酒店（Preston Park Hotel）过夜，但经理表示报道“开玩笑”。之前在2000年，当时那里属东萨塞克斯郡莱伊管辖，当地北亚姆村的一位居民持刀袭击公屋居民被判入狱两年。2003年获释后，他又在萨塞克斯持刀伤人，又被判入狱六个月。
官方怀疑袭击与伊斯兰极端主义有关，然而内政大臣安珀·路德更怀疑马苏德是否隶属于伊斯兰国。3月23日，伊斯兰国非官方机构阿马克新闻社宣传袭击者“是伊斯兰国的战士，发动行动是回应多国联军袭击平民。”分析人员监测组织网站，表示该声明似乎是为了掩饰伊斯兰国在伊拉克和叙利亚的损失，并补充道，由于缺乏袭击者的生平信息和袭击事件的细节，伊斯兰国并未直接参与事件。

## 各界回應

### 英國
- 英国首相府：首相文翠珊案發時在國會下議院，事件發生後有一架銀色積架將其接走離開現場，目前確認安全。首相府其後發表以下聲明：

The thoughts of the PM [Prime Minister] and the Government are with those killed in this appalling incident, and with their families. The PM is being kept updated and will shortly chair COBRA.（首相及政府對這件令人震驚的事件中離世的人及家庭表示深切哀悼和慰問，而首相亦會繼續跟進事態發展及於短時間內召開內閣緊急會議。）
- 英国國會：暫停本日所有議程及會議，上下議院兩名議長發表聯合聲明： An extremely serious incident has occurred in the Westminster area this afternoon. The Metropolitan Police is dealing with this and an investigation is underway. On behalf of Members of both Houses of Parliament, we wish to offer our thoughts to all those affected and their families. We would also like to express our gratitude to the police and all emergency services. （今天下午西敏地區發生了一件嚴重事件。倫敦警察廳正著手調查事件來龍去脈。我們謹代表上下議院議員向所有受影響的人和家屬致以深切的慰問。我們亦希望在此感謝倫敦警察廳和其他緊急部門在這緊急時刻緊守崗位。）
- 苏格兰議會：暫停本日所有議程，包括關於重啟獨立公投辯論。[40]
- 議會：暫停本日所有議程。

### 國際
- 中国：国家主席习近平和国务院总理李克强就伦敦恐怖袭击事件分别向英女王伊丽莎白二世和首相文翠珊致電予以慰问。[41][42]
- 荷蘭：首相呂特表示感到十分驚訝。他亦指荷蘭人必定會支持英國的復甦過程。[43]
- 美国：總統特朗普事後與文翠珊通電話。[44]
- 法國：總統奧朗德對事件表示關注。[45]
- 德国：總理默克爾對事件表示關注。[45]
- 伊斯兰国：伊斯蘭國宣布对该事件负责。